# Bilta
Bilta (łac. Diocesis Biltensis) – stolica historycznej diecezji w Cesarstwie rzymskim w prowincji Afryka Prokonsularna, sufragania metropolii Kartagina. Współcześnie w Tunezji. Obecnie katolickie biskupstwo tytularne.

## Biskupi tytularni
| Lp. | Biskup                           | Funkcja                                               | Od                   | Do                   |
| --- | -------------------------------- | ----------------------------------------------------- | -------------------- | -------------------- |
| 1   | Salvador Montes de Oca           | emerytowany biskup Walencji (Wenezuela)               | 22 grudnia 1934      | 1940                 |
| 2   | Joseph Moran Corrigan            | rektor Katolickiego Uniwersytetu Ameryki              | 3 lutego 1940        | 9 czerwca 1942       |
| 3   | Manuel Hurtado y García          | biskup pomocniczy Grenady (Hiszpania)                 | 13 stycznia 1943     | 24 kwietnia 1947     |
| 4   | Knut Ansgar Nelson               | wikariusz apostolski Sztokholmu (Szwecja)             | 12 lipca 1947        | 1 sierpnia 1947      |
| 5   | Vittore Ugo Righi                | nuncjusz apostolski                                   | 14 października 1961 | 28 kwietnia 1980     |
| 6   | Rubens Augusto de Souza Espínola | biskup pomocniczy São Luís de Montes Belos (Brazylia) | 20 grudnia 1980      | 12 października 1985 |
| 7   | Severino Pelayo                  | Ordynariusz Polowy Filipin                            | 19 grudnia 1985      | 26 lutego 1995       |
| 8   | Juan Barros Madrid               | biskup pomocniczy Valparaíso (Chile)                  | 12 kwietnia 1995     | 21 listopada 2000    |
| 9   | Salvatore Di Cristina            | biskup pomocniczy Palermo (Włochy)                    | 23 grudnia 2000      | 2 grudnia 2006       |
| 10  | Emigdio Duarte Figueroa          | biskup pomocniczy Culiacán (Meksyk)                   | 15 stycznia 2007     |                      |